# 大萼楠
大萼楠（学名：Phoebe megacalyx）为樟科楠属下的一个种。